# سال کبیر

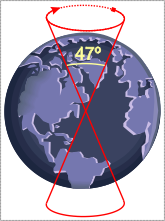
شیب محور قطبی زمین در طول زمان ثابت می‌ماند اما یک مسیر دایره‌ای را در فضا در طول دوره‌ای به نام سال کبیر طی می‌کند.

اصطلاح سال کبیر بیش از یک معنی اصلی دارد. این اصطلاح در علم نجوم به عنوان «دوره تناوب یک دور کامل زدن اعتدالین در دایره البروج که معادل حدود ۲۵۸۰۰ سال است.» تعریف شده‌است. طبق گفته اخترشناس یونانی، هیپارخوس، به نظر می‌رسد خورشید هر ۷۲ سال یک درجه به سمت راست در پس زمینه صورت‌های فلکی دایرةالبروجی حرکت می‌کند. مدت زمانی که خورشید طول می‌کشد تا یک دور کامل در تمام صورت‌های فلکی دایرةالبروجی ایجاد کند و به نقطه شروع خود بازگردد، به‌طور دقیق معادل ۲۵۹۲۰ سال است. این همان چیزی است که افلاطون از آن به عنوان «سال کبیر» یاد می‌کند. موقعیت محور زمین در آسمان نیمکره شمالی، در حال حاضر تقریباً با ستاره قطبی (ستارهٔ شمالی) همسو است. البته این یک تصادف گذرا است و در گذشته چنین نبوده و تا یک سال کبیر دیگر نگذرد، هرگز رخ نمی‌دهد.
سال افلاطونی که سال کبیر نیز نامیده می‌شود، معنای باستانی متفاوتی دارد. افلاطون این فرضیه را مطرح کرد که با گردش مداری خورشید، ماه و سیارات قابل مشاهده با چشم غیرمسلح به جلو یا عقب، زمانی به همان موقعیتی که امروز در آن هستند، می‌رسند. او این دوره زمانی را سال کبیر نامید و احتمال داد که چنین بازگشت یکنواختی تقریباً هر ۳۶۰۰۰ سال یکبار به وقوع بپیوندد.